# Alex Neil (football)
Pour les articles homonymes, voir Alex Neil.
Alexander Francis Neil, né le 9 juin 1981 à Bellshill en Écosse, est un footballeur écossais, aujourd'hui entraîneur.

## Palmarès

### En club

#### Comme joueur
- Champion d'Écosse de D2 en 2008 avec Hamilton Academical
- Vainqueur des play-off du championnat d'Écosse de D2 en 2014 avec Hamilton Academical

#### Comme entraîneur
- Vainqueur des play-off du championnat d'Écosse de D2 en 2014 avec Hamilton Academical
- Vainqueur des play-off du championnat d'Angleterre de D2 en 2015 avec Norwich City
- Vainqueur des play-off du Championnat d'Angleterre de D3 en 2022 avec Sunderland AFC